# بودکوف (منطقه تربیچ)
بودکوف (به چکی: Budkov) یک منطقهٔ مسکونی در جمهوری چک است که در منطقه تربیچ واقع شده‌است. بودکوف ۱۷٫۲۹ کیلومتر مربع مساحت و ۳۷۵ نفر جمعیت دارد و ۵۰۳ متر بالاتر از سطح دریا واقع شده‌است.